# Sernik (pomieszczenie)
Sernik (sernica) – pomieszczenie służące do suszenia serów, obecne w budynkach spotykanych w dawnej Polsce. Najczęściej był to pewien rodzaj drewnianej skrzyni przypominającej niewielką chatkę umieszczoną stosunkowo wysoko nad ziemią, na jednym bądź kilku drewnianych słupach oraz przykrytą daszkiem z gontu. W bocznych ściankach posiadała dużą liczbę nawierconych otworów, mających zapewnić jej odpowiednią przewiewność. Do sernika wchodziło się po drabinie.